# Eunapius ryuensis
Eunapius ryuensis är en svampdjursart som först beskrevs av Sasaki 1970.  Eunapius ryuensis ingår i släktet Eunapius och familjen Spongillidae. Inga underarter finns listade i Catalogue of Life.